# Бринемон
Бринемон (фр. Brunémont) насеље је и општина у североисточној Француској у региону Север-Па д Кале, у департману Север која припада префектури Дуе.
По подацима из 2011. године у општини је живело 677 становника, а густина насељености је износила 347,18 становника/km². Општина се простире на површини од 1,95 km². Налази се на средњој надморској висини од 38 метара (максималној 53 m, а минималној 34 m).

## Демографија
| 1962. | 1968. | 1975. | 1982. | 1990. | 1999. | 2011. |
| ----- | ----- | ----- | ----- | ----- | ----- | ----- |
| 328   | 372   | 390   | 355   | 376   | 408   | 677   |